# 次善の理論
次善の理論（じぜんのりろん、英語: Theory of the second best）とは、最適な状態の実現が不可能な場合に、同状況下で次なる次善の状態を求める経済学の理論。
セカンド・ベストとも呼ばれる。経済学者であるリチャード・リプシーとケルヴィン・ランカスターは1956年に、経済モデルの中の一つの最適条件が満たされない場合、次善の解決策が他の変数を最適だったであろう値から遠ざけることを伴う可能性があることを示した。政治的には、この理論は、もし特定の市場の歪みを取り除くことが難しいなら、二番目（あるいはそれ以上）の歪みを導入することは最初の歪みを中和し、より効率的な結果を導く可能性を示唆する。

## 含意
1つの分野における修正不可能な市場の失敗を伴う経済では、経済効率の向上を目的とした別の関連分野における市場の失敗を是正する措置は、実際には全体的な経済効率を低下させる可能性がある。理論的には、少なくとも、2つの市場の不完全性をどちらか一方の問題だけを解決するのではなく、互いに打ち消し合わせる方が良いかもしれない。したがって、政府が通常の政策に反するような形で介入するのが最適かもしれない。これは、ある分野における市場の完成度の向上が効率の全体的な改善を意味するという、理論に基づいた結論に飛ぶ前に、経済学者が状況の詳細を研究する必要があることを示唆している。

## 応用
次善の理論は、ワルラスの一般均衡理論のために構築されたが、部分均衡の場合にも適用される。例えば、汚染者でもある鉱業の独占を考えてみる。鉱業により選鉱くずが川に投げ捨てられ、労働者の肺は致死的な塵に侵される。さらに、生産を減らさずに公害については何もできないと仮定する。しかし、政府は独占を解消することができる。
ここで問題となるのは、この市場における競争の激化は、生産を増加させる可能性が高いことである（独占企業が生産を制限するため）。公害は生産と非常に関連しているので、公害はおそらく増加する。したがって、独占を排除することが効率を高めることは明らかではない。石炭の取引による利益は増加するが、公害による外部性も増加し、おそらく取引の利益を上回る可能性がある。